# Monument naturel du Roque de Garachico
Le Roque de Garachico est un îlot canarien localisé sur la côte nord de l'île de Tenerife (Canaries, Espagne), appartenant à la commune de Garachico. Avec 5 hectares de superficie, cet espace a été protégé en 1987 sous le nom  initial de Paysage Naturel d'Intérêt National de l'Îlot de Garachico. En 1994 il a adopté son nom actuel de Monument Naturel du Roque de Garachico. 

## Description

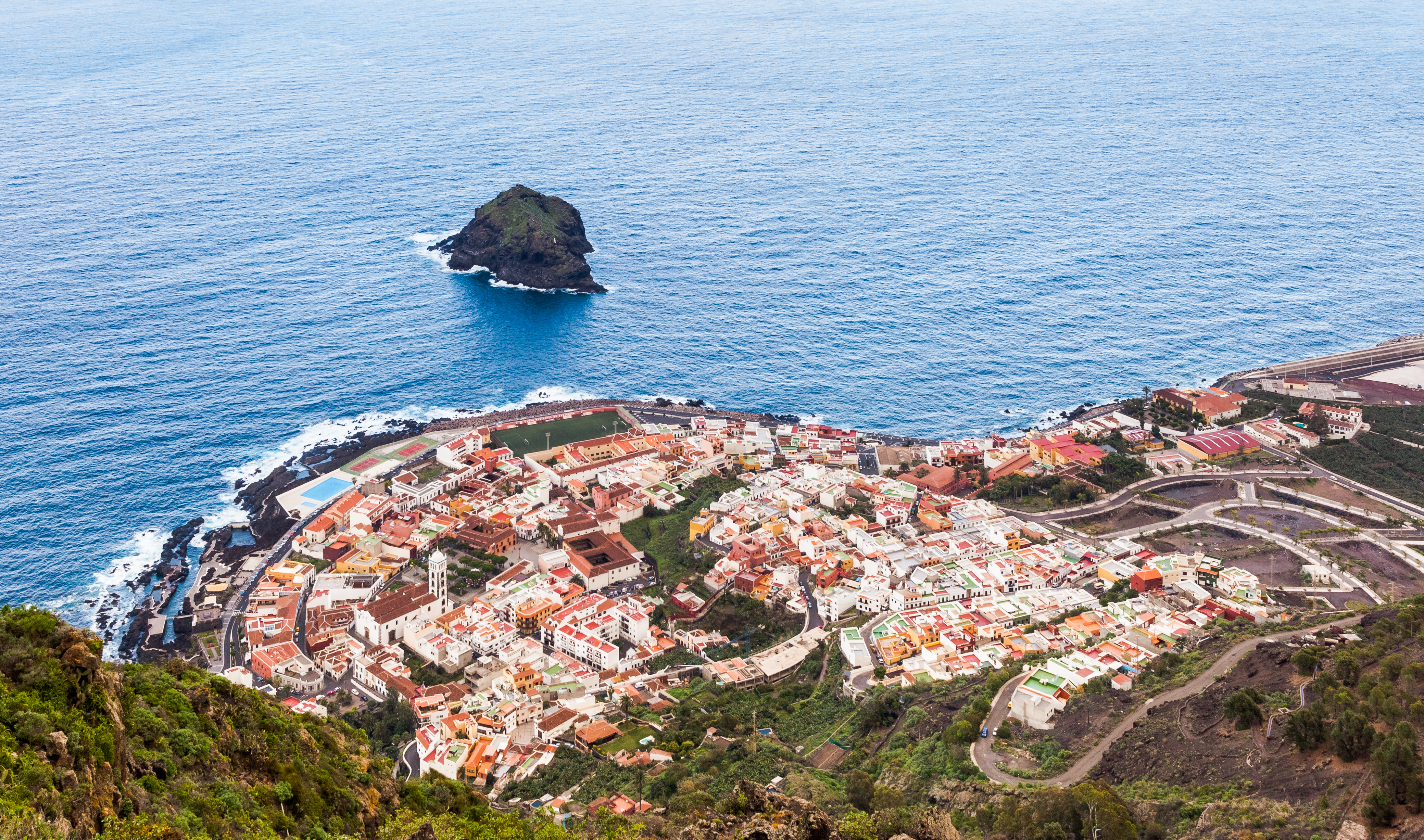
Vue de Garachico et son Roque.

Distant de 275 mètres de la côte, long de 290 mètres et large de 70 mètres, le roque est une formation géologique volcanique basaltique, haute de 55,9 mètres, restée isolée en raison du recul de la côte par l'érosion marine. Sa végétation est rare, et ses parois constituent un point de nidification et un refuge pour divers oiseaux migrateurs et autres espèces menacées tels que le Pétrel de Bulwer, le Petit Puffin ou encore le pétrel-tempête de Madère.